# 파워풀 프로야구 비긴즈
파워풀 프로야구 비긴즈는 닌텐도 DS용 야구게임이다. 코나미가 개발하였으며 파워풀 프로야구 시리즈 중 하나이다. 일본에서 먼저 출시된 후 대한민국에서 출시되었으나 중요한 모드인 육성모드와 페넌트레이스, 와이파이 지원이 빠져서 출시되어 게임성은 일본판보다 부족하다. 희망소비자가격은 29,000원이다.